# NGC 3585
NGC 3585 (również PGC 34160) – galaktyka eliptyczna (E6), znajdująca się w gwiazdozbiorze Hydry. Odkrył ją William Herschel 9 grudnia 1784 roku.